# Вольф, Саймон
Саймон Вольф (28 октября 1836, Хинцвайлер — 4 июня 1923, Атлантик-Сити, Нью-Джерси) — американский бизнесмен немецкого происхождения; юрист, дипломат, писатель, масон и еврейский активист баварского происхождения.

## Биография
Родился в Баварии 28 октября 1836 года. Эмигрировал в США (1848), где занимался бизнесом, а позднее закончил юридический колледж в Кливленде (штат Огайо, 1861).
В том же году он был принят в коллегию адвокатов в Маунт-Верноне. Он открыл практику в Нью-Филадельфии, где пробыл год.
В 1862 году он отправился в Вашингтон, округ Колумбия, и открыл адвокатскую контору. В 1869 году он был назначен президентом Улиссом Грантом регистратором дел (recorders of deeds) округа Колумбия, и оставался в этой должности до мая 1878 года.
В июле 1881 года Саймон Вольф получил должность генерального консула Северо-Американских Штатов в Египте; подал в отставку в мае 1882 года. Входил в круг общения президентов Авраама Линкольна, Улисса Гранта, Уильяма Мак-Кинли и Вудро Вильсона.
Состоял президентом еврейской организации «Бней-Брит» (1903—1905). Масон ложи «Лафайет», № 19 в Вашингтоне, округ Колумбия. Был активным участником еврейских благотворительных и образовательных движений и часто читал лекции на социальные, литературные и политические темы. Был основателем и президентом Еврейского дома сирот в Атланте, штат Джорджия, и президентом Совета опекунов детей в Вашингтоне.
Умер 4 июня 1923 года. 
Дочь Готтхольд, Флоренс Вольф была художницей.

## Труды
- «Влияние евреев на мировой прогресс» / «The Influence of the Jews on the Progress of the World» (Вашингтон, округ Колумбия, 1888)
- «Американский еврей как патриот, солдат и гражданин» / «The american Jew as patriot, soldier and citizen» (Филадельфия, 1895) — приведены имена 600 американских евреев, добровольно принявших участие на протяжении свыше 100 лет в различных войнах США.
- Биография Мордехая Мануэля Ноаха / «Mordecai Manuel Noah: A Biographical Sketch» (Филадельфия, 1897)
- «Биографический очерк коммодора Урия Ф. Леви» / «Biographical Sketch of Commodore Uriah P. Levy» (Американский еврейский ежегодник, 1903)
- Президенты, которых я знал в 1860—1918 гг. / «The Presidents I Have Known from 1860—1918» (Вашингтон, округ Колумбия, 1918)